# Павел Шувалов
Павел Андреевич Шувалов е руски граф, офицер, генерал от пехотата. Държавен деец и дипломат. Участник в Руско-турската война (1877 – 1878).

## Биография
Павел Шувалов е роден на 13 ноември 1830 г. в гр. Лайпциг в семейството на потомствения дворянин и член на Държавния съвет граф Андрей Шувалов. Посвещава са на военното поприще. Завършва Пажеския военен корпус(1849). Действителна военна служба започва с производство в първо офицерско звание корнет в Лейбгвардейския конен полк.
Участва в Унгарската кампания (1848 – 1849). По време на Кримската война (1853 – 1856) е адютант на княз Николай Николаевич. Бие се храбро при Инкерман. Военен аташе във Франция (1859).
Като директор на департамент в Министерството на вътрешните работи участва в кампанията по освобождаването на руските селяни от крепостна зависимост (1864). Назначен е за командир на Лейбгвардейския Семьоновски полк с повишение в звание генерал-майор от 1864 г. Началник на щаба на Гвардейските войски в Санктпетербурски военен окръг (1867). Участва във военната реформа на генерал-лейтенант Дмитрий Милютин, член е на комисията по превъоръжаване на армията. Повишен е звание генерал-лейтенант от 1873 г.
Участва в Руско-турската война (1877 – 1878). От 9 август 1877 г. е командир на елитната и боеспособна 2-ра гвардейска пехотна дивизия, която пристига в България в хода на усилването на армията. Придадена е на Западния руски отряд с командир генерал-лейтенант Николай Криденер, участва в борбата за Плевен. Бие се храбро при превземането на Горни Дъбник.
След превземането на Плевен е в състава на Западния руски отряд с командир генерал-лейтенант Йосиф Гурко. Участва в борбата с Орханийската турска армия, командир е на Сводния армейски корпус в състав от 2-ра гвардейска, 5-а и 31-ва пехотна дивизии. Командва централна колона от 24 000 воини и 104 оръдия в боевете за село Ябланица, битката за Правец и село Новачене, като отхвърля османските сили на юг. Задържа ги в Арабаконашкия проход при зимното преминаване на Стара планина, с което дава възможност на обходните колони за обхват на главните османски сили. След битката при Ташкесен преминава Стара планина. На 24 декември / 5 януари освобождава село Вакарел, а на 26 декември / 7 януари освобождава Ихтиман.
В началото на януари 1878 г. участва в зимното прочистване на Тракия от остатъците на османските сили. Настъпва в направлението София – Пловдив. Побеждава в боевете при прохода Траянови врата, освобождаването на Пазарджик, битката при Каратаир, битката при Дермендере, Караагач и Белащица. Освободител на десетки села и махали по поречието на река Марица по пътя си към Пловдив. Участва в освобождението на Пловдив и превземането на Одрин. Награден е с орден „Свети Георги“ IV и III ст.
След войната е назначен за командир на Гренадирския корпус (1879). Преминава на дипломатическа работа, посланик е в Берлин (1885 – 1894). Генерал-губернатор на Варшава и командващ войските на военния окръг (1894 – 1896). Повишен е в звание генерал от пехотата.
Член е на Държавния съвет от 1896 г. Получава най-високи руски награди: ордените „Свети Александър Невски“ и „Свети Андрей Первозванний“.
Умира на 07 април 1908 г. в Ялта, Таврическа губерния. Погребан е в имението Вартемяги, Санкт-Петербургска губерния.

## Семейство
- баща – Андрей Петрович граф Шувалов;
- майка – Текла Игнатиевна Валентинович;
- съпруга – Олга Есперовна графиня Шувалова;
- съпруга – Мария Андреева графиня Шувалова;
- деца – Андрей Павлович Шувалов, Елена Павловна фон Мейендорф, Павел Павлович граф Шувалов, Петър Павлович Шувалов, Текла графиня Стакелберг, Мари Павловна Кноринг, София Павловна Волконская, Александър Павлович граф Шувалов и Олга Павловна Осулфижева;
- брат – Петър Андреевич граф Шувалов;
- сестри – София Андреевна графиня Борбинская, Олга Андреевна Шувалова и Александра Платонова графиня Зубова.[1]

## Памет
Днес улици в Ихтиман и Пазарджик са наименувани „Генерал Павел Шувалов“.
В град Стамболийски има паметна плоча с неговия лик.